# صدانگاری محیط
صدانگاری محیط یا آوای پیرامونی یا صدا محیط (به انگلیسی: Soundscape)، محیط صوتی (آکوستیک) است که توسط انسان، در زمینه درک شده‌است. این اصطلاح در اصل توسط مایکل ساوتورث ابداع شد و توسط R. Murray Schafer رایج شد. تاریخچه متنوعی از استفاده از صدانگاری محیط بسته به رشته آن وجود دارد، از طراحی شهری گرفته تا بوم‌شناسی حیات وحش و علوم کامپیوتر. یک تمایز مهم این است که صدای محیط را از محیط صوتی (آکوستیک) گسترده‌تر جدا کنیم. محیط صوتی (آکوستیک) ترکیبی از تمام منابع آکوستیک، اعم از طبیعی و مصنوعی، در یک منطقه معین است که توسط محیط اصلاح شده‌است. سازمان بین‌المللی استاندارد (ISO) این تعاریف را در سال ۲۰۱۴ استاندارد کرد. (ISO 12913-1:2014)
صدای محیط، صدا یا ترکیبی از صداهایی است که از یک محیط غوطه‌ور تشکیل می‌شود یا از آن ناشی می‌شود. مطالعه صدانگاری محیط موضوع بوم‌شناسی صوتی یا بوم‌شناسی چشم‌انداز صوتی است. ایده صدانگای محیط هم به محیط آکوستیک طبیعی، متشکل از صداهای طبیعی، از جمله آوازهای جانوران، که بیان زیستگاه جمعی آن اکنون به عنوان زیست‌آوایی نامیده می‌شود، و به عنوان مثال، صداهای آب‌وهوا و دیگر عناصر طبیعی، در حال حاضر اشاره دارد. زمین‌آوایی و صداهای محیطی ایجادشده توسط انسان، انسان‌آوایی از طریق زیرمجموعه‌ای به نام صدای کنترل‌شده، مانند ترکیب موسیقی، طراحی صدا، و زبان، کار و صداها با منشأ مکانیکی ناشی از استفاده از فناوری صنعتی است. به‌طور اساسی، اصطلاح صدانگاری محیط همچنین شامل درک شنونده از صداهایی است که به عنوان یک محیط شنیده می‌شود: «چگونه آن محیط توسط کسانی که در آن زندگی می‌کنند درک می‌شود» و بنابراین روابط آنها را واسطه می‌کند. آشفتگی در این محیط‌های صوتی سبب آلودگی صوتی می‌شود.